# Aldersmyrtjärnen
Aldersmyrtjärnen är en sjö i Bodens kommun i Norrbotten och ingår i Luleälvens huvudavrinningsområde. Sjöns area är 0,029 kvadratkilometer och den är belägen 148 meter över havet.